# 騎士視界 (機器人)
騎士視界（Knightscope），或稱「K5原型測試版」（K5 beta prototype），是一個全自主機器人（Autonomous robot），由位於美國矽谷的同名公司所開發。它被設計用於學校、企業、社區的犯罪預防工作。開發商表示，設計此機器人的動機與靈感是源自於桑迪·胡克小学枪击案，希望這種機器人能用於預防未來可能的犯罪 。機器人有5英尺高，和300磅重。K5用於預防犯罪的传感器包括有視訊攝影機、热成像仪、激光测距仪、小型雷达、空氣品質传感器（air quality sensor）和麥克風等。如果偵測到異常的噪音與溫度變化，或已知的罪犯，它會自動通知當地執法當局。

## 外部連結
- Knightscope的Facebook專頁（英文）